# Gran Premio Marcel Kint 2018
Il Gran Premio Marcel Kint 2018, settantacinquesima edizione della corsa, valido come evento dell'UCI Europe Tour 2018 categoria 1.1, si svolse il 20 maggio 2018 su un percorso di 174,8 km, con partenza da Courtrai ed arrivo a Zwevegem. Fu vinto dal francese Nacer Bouhanni, che terminò la gara in 3h 54' 01" alla media di 44,82 km/h, battendo l'olandese Cees Bol e il belga Dries De Bondt, arrivato terzo.
Dei 127 ciclisti alla partenza 100 portarono a termine la competizione.

## Squadre partecipanti
| N.    | Cod. | Squadra                      |
| ----- | ---- | ---------------------------- |
| 1-7   | SVB  | Sport Vlaanderen-Baloise     |
| 8-14  | COF  | Cofidis                      |
| 15-21 | RNL  | Roompot-Nederlandse Loterij  |
| 22-28 | VWC  | Veranda's Willems-Crelan     |
| 29-35 | WGG  | Wanty-Groupe Gobert          |
| 36-42 | WVA  | WB Aqua Protect Veranclassic |
| 43-49 | BBH  | Burgos-BH                    |
| 50-56 | VCC  | Vital Concept Cycling Club   |
| 57-63 | BEA  | Beat Cycling Club            |
| 64-70 | BSC  | Bennelong-Swisswellness      |

| N.      | Cod. | Squadra                        |
| ------- | ---- | ------------------------------ |
| 71-77   | CIB  | Cibel-Cebon                    |
| 79-84   | LPC  | Leopard Pro Cycling            |
| 85-91   | KCP  | Massi-Kuwait                   |
| 92-98   | MET  | Metec-TKH p/b Mantel           |
| 99-105  | PSV  | Pauwels Sauzen-Vastgoedservice |
| 106-112 | SEG  | SEG Racing Academy             |
| 113-119 | PCW  | T.Palm-Pôle Continental Wallon |
| 120-126 | TIS  | Tarteletto-Isorex              |
| 127-133 | CCD  | Differdange-Losch              |
| 141-147 | JPN  | Selezione giapponese           |

## Ordine d'arrivo (Top 10)
| Pos. | Corridore            | Squadra        | Tempo    |
| ---- | -------------------- | -------------- | -------- |
| 1    | Nacer Bouhanni       | Cofidis        | 3h54'01" |
| 2    | Cees Bol             | SEG Racing     | s.t.     |
| 3    | Dries De Bondt       | Veranda's      | s.t.     |
| 4    | Edward Planckaert    | Sport Vlader.  | s.t.     |
| 5    | Tim Merlier          | Veranda's      | s.t.     |
| 6    | Jan-Willem van Schip | Roompot        | s.t.     |
| 7    | Jelle Mannaerts      | Tarteletto     | s.t.     |
| 8    | Jens Adams           | Pauwels Sauzen | s.t.     |
| 9    | Alexander Krieger    | Leopard        | s.t.     |
| 10   | Kenneth Van Rooy     | Sport Vlader.  | s.t.     |